# Ouyang

OUYANG en chino tradicional

Ouyang (en chino tradicional, 歐陽; en chino simplificado, 欧阳; pinyin, Ōuyáng) es un apellido chino. Es uno de los pocos apellidos chinos de dos caracteres, allí donde en esta lengua es más común encontrarse con apellidos de un solo carácter. Pueden encontrarse variantes fonéticas u ortográficas como Owyang, Au Yong, Auyong, Ah Yong, Auyang, Au Yeung, Au Yeong, Au Ieong, Ao Ieong, Eoyang, Oyong, O'Young, Auwjong, Ojong, Owyong, Au Duong, Ou Young, Ow Young. La forma vietnamita es Âu Dương.
El primer personaje documentado con este apellido es Ti (蹄 Ti), príncipe de Yue, cuyo estado fue destruido por el estado de Chu (楚 / 楚 Chǔ), tras lo cual su familia se trasladó a la vertiente sur (陽 / 阳 yáng, en chino) del Monte Ouyu (歐余山 / 欧余山), de donde tomó el nombre de Ouyang.